# Espanta Espíritos (álbum)
Espanta Espíritos é uma compilação de Natal lançada em novembro de 1995 pela editora independente Dínamo Discos com distribuição da BMG. A produção executiva foi de Manuel Faria e a programação de Simon Wadsworth. As misturas e masterização foram realizadas nos estúdios da Valentim de Carvalho, entre setembro e outubro de 1995, por Fernando Paulo.
O álbum é composto por nove temas originais e duas versões. Os temas foram gravados propositadamente para este projeto por alguns dos artistas portugueses mais mediáticos daquela altura. Espanta Espíritos conjuga as sonoridades do pop rock, hip hop e da música popular com a balada servida pela poesia, em agradáveis melodias. O disco não obteve grande sucesso comercial mas foi considerado, pela revista Time Out,  um dos vinte melhores discos de Natal de todos os tempos editados em Portugal.

## Antecedentes e desenvolvimento
A celebração de Natal em Portugal, como a conhecemos hoje, teve a sua origem nos meados do século XIX com o rei D. Fernando II, que introduziu no ritual familiar a árvore de Natal e a distribuição de presentes às crianças. Com o passar dos anos o Natal português foi construindo muitas variantes e ligeiras diferenças nas tradições dos vários pontos do país, mas em todo o lado se festeja com decorações, prendas, com a união da família e refeições em comum. No dia 6 de janeiro, as festas terminam com as “Janeiras” que assinala, segundo a tradição cristã, o Dia de Reis. A cultura natalícia contempla também a vertente musical nas mais variadas formas, como é o caso das compilações discográficas de vários artistas.

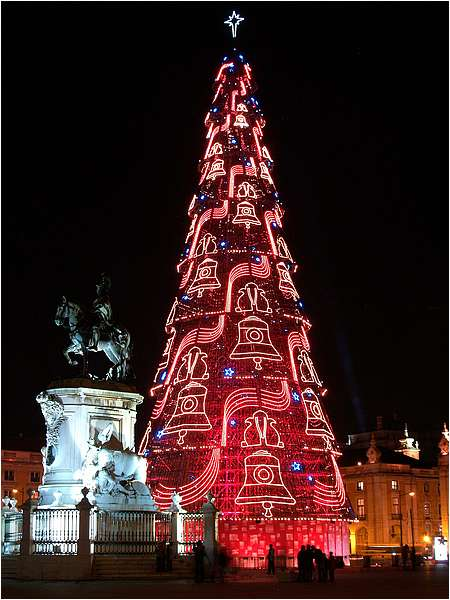
Árvore de Natal em Lisboa.

Manuel Faria, músico e produtor com vasta experiência no panorama musical português, é o grande mentor deste projeto natalino. Foi após a passagem pela banda Trovante, na qual desempenhou as funções de teclista e compositor entre 1976 e 1992, que o músico passou a concentrar a sua atividade maioritariamente em estúdio. Participou em trabalhos de nomes consagrados como José Afonso, António Variações ou Sérgio Godinho e produziu vários álbuns com maior destaque para Mafalda Veiga, Entre Aspas e Essa Entente. Mas foi na BMG com o planeamento e produção da compilação Filhos da Madrugada cantam José Afonso (1994), de tributo a José Afonso, que o criativo produtor atingiu o mais alto patamar do sucesso. A aposta fora extremamente bem sucedida, pois o álbum atingiu a certificação de dupla platina no próprio dia do lançamento. Motivado pelo sucesso, Manuel Faria fundou em 1995 a editora independente Dínamo Discos, subsidiária da multinacional BMG, para assim poder potenciar vários projetos musicais. Resolveu então apostar na concretização de uma compilação alusiva ao Natal como um dos primeiros discos da editora. Lançou o convite a amigos e a alguns dos artistas mais mediáticos na época para que criassem canções inéditas relacionadas com o Natal e propondo alguns duetos entre artistas de diferentes sensibilidades musicais. Foram convidados vários nomes da BMG como Miguel Ângelo, António Manuel Ribeiro, Xana, Vozes da Rádio, Viviane, Despe & Siga e João Aguardela. De outras editoras vieram Tim e Sérgio Godinho (EMI), Né Ladeiras (Alma Lusa) e Jorge Palma. Esteve prevista a inclusão de Luís Represas que deveria interpretar um tema tradicional de Natal. A cantora Filipa Pais foi outro dos nomes sondados, conforme é referido nos agradecimentos do encarte do disco, mas que também não chegou a gravar.
O trabalho de produção envolveu, para além de Manuel Faria, os músicos Fernando Rascão, Boss AC e Pacman no tema "Apenas um Irmão", Carlos Tê e Mário Barreiros em "Jura", e ainda Jorge Quadros e João Aguardela na faixa "Natal dos Pequeninos". Foi lançado um maxi single promocional, com o mesmo nome do álbum e capa a preto e branco, com os temas "Final do Ano (Zero a Zero)", "Uma Rocha Negra" e "A Lenda da Estrela". Espanta Espíritos teve boa aceitação da crítica musical e funcionou como uma agradável radiografia do pop rock português de meados da década de noventa. Foi considerado, pela equipa da revista Time Out Lisboa, em 2012, um dos vinte melhores discos de Natal de todos os tempos editados em Portugal.

## Letras e temas
A compilação apresenta 11 agradáveis melodias revestidas por uma eclética musicalidade, desde o pop rock ao hip hop passando pela música popular. O alinhamento abre com o tema "Final do Ano (Zero a Zero)", com música de Jorge Palma e interpretado por Xana, dos Rádio Macau. A letra, da autoria da cantora, faz um balanço do ano: "Muito ao longe sinto as horas/ E os minutos a correr/ Vejo as mágoas já passadas/ E os moinhos por mover", diz o trecho, para referir o marasmo e as frustrações que tomam conta dos dias, sem alcançar vitórias nem derrotas, apenas o cenário habitual, o empate a zero. Segue-se "Podia Ser Natal", da autoria de António Manuel Ribeiro, líder dos UHF, e interpretado em dueto com o vocalista dos Delfins, Miguel Ângelo. A canção fala em tornar o mundo melhor, sem crenças absolutistas, dogmáticas ou mortíferas do medo, como narra o autor: "Podia haver uma luz em cada mesa/ E uma família em cada casa/ Jesus em dezembro aqui na Terra/ Podia ser Natal e não ser farsa", ou seja, podemos celebrar a ancestral festa da Natal ou então guardamos a festa para o ano seguinte num baú de velharias e tudo permanecerá na mesma, agarrados ao ritual e à tradição, referido em: "Podia ser verdade o tom e o discurso/ Desse velho ator falando aos fiéis/ Mas nada se passa na noite do mundo/ Máscaras de dor, pequenos papéis". A canção transmite uma forte mensagem de apelo à conciliação social, rejeitando a imposta tradição da obrigatoriedade religiosa. Nas palavras do autor: "Nem grandes inocentes nem imensos culpados. O conhecimento liberta".

Podia haver uma luz em cada mesa 

e uma família em cada casa,

Jesus em dezembro, aqui na Terra 

podia ser Natal e não ser farsa.

A história certa é Natal de porta aberta 

A ceia servida é a vida do Criador.

Podia ser notícia, o fim da amargura 

que divide os homens por trás dos canhões, 

A fome e a miséria servem a loucura 

que forja profetas e divide as nações.

A história certa é Natal de porta aberta 

A ceia servida é a vida do Criador.

Podia ser verdade o tom e o discurso 

desse velho ator falando aos fiéis, 

Mas nada se passa na noite do mundo 

máscaras de dor, pequenos papéis.

A história certa é Natal de porta aberta 

A ceia servida é a vida do Criador, 

A história certa, Natal de porta aberta 

Podia ser Natal... 

– António Manuel Ribeiro.
"Podia Ser Natal" foi recuperado em 2000 para o segundo álbum de António Manuel Ribeiro e também para o extended play com o mesmo none e para o quinto álbum ao vivo, ambos dos UHF, de 2004 e 2014, respetivamente. Sérgio Godinho escreveu a letra de "Apenas um Irmão" e foi desafiado para acompanhar Pacman, dos Da Weasel, numa interessante combinação vocal de hip hop. Por outro lado, Tim, vocalista dos Xutos & Pontapés, juntou-se a Andreia dos Valium Electric para interpretarem "Uma Rocha Negra" em mais uma canção pop rock. Em 2012, o tema foi regravado por Tim no álbum Companheiros de Aventura ao Vivo. A faixa "+ 1 Comboio" é uma crítica ao consumismo supérfluo praticado habitualmente na época do Natal: "Vejo tanto olhar encafuado/ Em automóveis bestiais/ Casos graves de bem estar/ Por mais que tenham, nunca têm a mais". Jorge Palma escreveu o tema no decorrer de uma noite após ter ouvido o arranjo musical de Flak, guitarrista dos Rádio Macau. Um tema perfeitamente atual. Em 2011, a canção foi recuperada para uma nova gravação de Jorge Palma no álbum Com Todo o Respeito.
A música de raízes populares com gotas de folk rock marca presença nas faixas "A Lenda da Estrela" e "Natal dos Pequeninos" nas vozes de Né Ladeiras e João Aguardela, respetivamente. "Jura", tema de autoria de Rui Veloso e Carlos Tê, representa o momento mais criativo do álbum, numa versão a cappella pelo sexteto Vozes da Rádio. A canção fora cantada por Né Ladeiras no Festival RTP da Canção, em 1986, com o título "Dessas Juras que se Fazem" e, com o título abreviado, gravada pela primeira vez por Lara Li no álbum Quimera (1987), Em 1998, Rui Veloso recuperou o mesmo tema para o álbum Avenidas. "Família Virtual", versão dos Despe & Siga, conta com a colaboração do fadista Alcindo Carvalho num tema em ritmo ska. O mesmo fadista encerra o alinhamento do disco com uma versão do tema "Minha Alma de Amor Sedenta", de António dos Santos, sendo acompanhado por Manuel Faria ao piano.

## Lista de faixas
O disco compacto é composto por onze faixas em versão padrão.
| CD             |                              |                                   |                                        |         |  |
| N.º            | Título                       | Compositor(es)                    | Cantor / Banda                         | Duração |  |
| 1.             | "Final do Ano (Zero a Zero)" | Xana / Jorge Palma                | Xana                                   | 4:11    |  |
| 2.             | "Podia Ser Natal"            | António Manuel Ribeiro            | António Manuel Ribeiro e Miguel Ângelo | 4:08    |  |
| 3.             | "Apenas um Irmão"            | Sérgio Godinho / Pacman / Boss AC | Sérgio Godinho e Pacman                | 4:26    |  |
| 4.             | "Uma Rocha Negra"            | Tim                               | Tim e Andreia                          | 5:32    |  |
| 5.             | "+ 1 Comboio"                | Jorge Palma / Flak                | Jorge Palma e Flak                     | 4:08    |  |
| 6.             | "A Lenda da Estrela"         | João Monge / João Gil             | Né Ladeiras                            | 3:25    |  |
| 7.             | "Jura"                       | Carlos Tê / Rui Veloso            | Vozes da Rádio                         | 4:10    |  |
| 8.             | "Natal dos Pequeninos"       | João Aguardela / Sara / André     | João Aguardela / Sara / André          | 5:05    |  |
| 9.             | "São Nicolau"                | Viviane / Tó Viegas               | Viviane                                | 3:34    |  |
| 10.            | "Família Virtual"            | Luís Varatojo / João San Payo     | Despe & Siga / Alcindo Carvalho        | 4:25    |  |
| 11.            | "Minha Alma de Amor Sedenta" | António dos Santos                | Alcindo Carvalho                       | 3:19    |  |
| Duração total: | Duração total:               | Duração total:                    | Duração total:                         | 45:03   |  |

## Desempenho comercial
Espanta Espíritos não ocupou posição relevante na tabela de vendas.

## Créditos
A elaboração de Espanta Espíritos foi realizada entre setembro e outubro de 1995 e envolveu um leque de músicos consagrados da época. Lista-se abaixo os profissionais envolvidos de acordo com o encarte do disco compacto.

### Produção
- Manuel Faria – produção executiva
- Fernando Rascão, Boss AC e Pacman (faixa 3), Mário Barreiros e Carlos Tê (faixa 7), Jorge Quadros e João Aguardela (faixa 8), Marsten Bailey e Despe & Siga (faixa 10)  – produção
- Fernando Paulo – masterização e edição audio
- Simon Wadsworth – programação audio
- Inês Salvador – fotografia

### Músicos(por tema)
| "Final do Ano (zero a zero)" - Kalú – bateria | "Podia Ser Natal" - João Nuno Represas – percussão | "Apenas um Irmão" - Boss AC – programador DJ | "Uma Rocha Negra" - Manuel Faria – teclas |

| "Mais 1 Comboio" - Alex – baixo acústico | "A Lenda da Estrela" - João Nuno Represas – percussão | "Jura" - Rui Vilhena – vocal | "Natal dos Pequeninos" - Ani Fonseca, Eduardo Cunha, Jorge Buco, João Marques, Sandra Baptista– vocais de apoio |

| "São Nicolau" - João Nuno Represas – percussão | "Família Virtual" - Sérgio Nascimento – percussão | "Minha Alma de Amor Sedenta" - Manuel Faria – piano |  |